# にしがきようこ
にしがき ようこは、日本の児童文学作家。

## 経歴・人物
愛知県名古屋市生まれ。玉川大学農学部農芸化学科卒業。
2000年、「原人の足跡」で毎日児童小説コンクール最優秀賞を受賞。
2009年、「ピアチェーレ 風の歌声」で第8回長編児童文学新人賞を受賞。2011年、同作で第21回椋鳩十児童文学賞を受賞。
2016年、「川床にえくぼが三つ」で第65回小学館児童出版文化賞を受賞。
子どもの頃に病気で3年間入院するなどでほとんど学校に行けなかった、という経験をもつ。
2000年頃から、作品を通して子どもたちに希望を与えたいという思いで、創作に取り組んでいる。

## 作品リスト
- 『ピアチェーレ 風の歌声』（小峰書店） 2010年7月　ISBN 978-4338250023
- 『おれのミュ～ズ!』（小学館） 2013年7月　ISBN 978-4092905757
- 『ねむの花がさいたよ』（小峰書店、おはなしメリーゴーラウンド） 2013年7月　ISBN 978-4338222099
- 『川床にえくぼが三つ』（小学館） 2015年7月　ISBN 978-4092905825

### アンソロジー
※「」内が収録されているにしがきの作品
- 「こわいけどうれしい」（偕成社、『迷宮ケ丘 2丁目 百年オルガン』） 2013年3月　ISBN 978-4035394204
- 「水時計」（偕成社、『1週間後にオレをふってください』） 2016年2月　ISBN 978-4035396000